# XXII. János pápa
XXII. János (Cahors, 1244 – Avignon, 1334. december 4.) uralkodói névvel lépett a pápai hatalom teljes birtokába a katolikus egyház történetének 196. egyházfője. János volt a második avignoni pápa, és mindenképpen a legjelentősebb is. Tizennyolc éves pontifikátusa során alapvető változtatásokat hajtott végre az egyházi szervezetben. Kiegészítette a kánonjogi gyűjteményt, a Corpus Juris Canonici-t, amit a 16. századig fennmaradt érintetlen formában. János legfőbb pápai szempontja a francia trón támogatása mellett az egyházi fegyelem erősítése és a belső tanok egységesítése volt. Az energikus pápa kitűnő szervezőnek és politikusnak bizonyult hosszú uralkodása során, amellyel el tudta érni, hogy a francia trón és az Anjou-ház között egyensúlyban tartotta hivatalát. Kemény eszközökkel lépett fel a Német-római Birodalom új császára, IV. Bajor Lajos ellen. Az ellene folytatott harc volt János pontifikátusának egyik legfőbb sarokpontja az egyház újraszervezése mellett. Dante úgy írt az egyházfőről, hogy szívében három fenevad is fészkel: a bujaság, a kegyetlenség és a kapzsiság. Ezzel utalni akart János császárellenes politikájára, de nagy szerepet kapott benne az is, hogy a pápa korának legkiemelkedőbb pénzügyi vezetője is volt.

## Élete és pályafutása
Az avignoni pápaság későbbi meghatározó alakja 1244-ben született a franciaországi Cahors városában Jacques Duèze avagy Jacques d'Euse néven. A csizmadiamester gyermeke ifjú korában nem is álmodhatott az egyház legfőbb hivataláról, hiszen kispolgári családjának sem befolyása sem pénze nem volt Jacques karrierjéhez. Az ifjú Duèze azonban roppant érdeklődést mutatott Isten egyháza iránt, így fiatalon a domonkosok közé állt. Az éleseszű Jacques nagyon gyorsan tanult, és az alapvető teológiai tudományok elsajátítása után el is hagyta szülővárosát. Montpellier-ben folytatta teológiai tanulmányait, majd Párizsban jogot tanult. Az egyetemeken közismert volt furfangos észjárásáról, amelynek köszönhetően igen fiatalon felléphetett a tanári katedrára is. Toulouse-ban és Cahors-ban is jogot tanított, majd Albi kanonokjává nevezték ki. 1289-ben Nápolyba utazott, amely életének egyik fontos állomásaként említhető, hiszen itt közeli kapcsolatba került II. Károly királlyal és udvarával. Az uralkodó bizalmasává vált, később Károly személyes titkárává majd kancellárrá nevezte ki a domonkos szerzetest. Jacques ekkor került közel a pénzügyek intézéséhez, és belelátott az Anjouk kiterjedt hivatalrendszerébe is. 1300-ban tért vissza Franciaországba, ahol Fréjus püspökének szentelték fel. 1310-ben Avignonba hívták, ahol V. Kelemen pápa a város püspökévé szentelte fel. Egy évvel később a vienne-i zsinat titkára lett, ahol jogi tudásával segített a pápának és IV. Fülöp francia királynak. Jogi értekezéseiben elítélte a VIII. Bonifác elleni pert, ugyanakkor kiváló jogi érvrendszert épített fel a templomosok elleni eljárásokhoz. 1312. december 23-án Kelemen a portugáliai Porto város bíboros-püspökévé szentelte fel. Ebben a rangjában hívták meg V. Kelemen halála után, 1314-ben a bíborosi kollégium tanácskozására.

### Sede vacante
V. Kelemen 1314-es halála után az összeülő bíborosok nehéz döntés előtt álltak. A pápaválasztásra jogosult huszonhárom bíborosból nyolc itáliai, egy spanyol volt, míg a fennmaradó tizenhárom francia. Azonban a túl nagyra sikerült francia párt sem maradt egységes. Tízen Gascogne-ból származtak és nagyrészt a néhai Kelemen rokonaiból tevődtek össze, akikkel a három provence-i bíboros nem értett egyet pápaválasztás terén. A külső viszonyokat sem lehetett éppen idillinek nevezni. Az 1314. november 29-én elhunyt IV. Fülöp után a francia központi hatalom meggyengült. X. Lajos és V. Fülöp folyamatos beleszólása mindig másfelé terelte a konklávé menetét. Emellett Kelemen kívülrekedő rokonai is fegyveres erővel próbálták befolyásolni a bíborosokat. A két év és három hónapon keresztül húzódó választáson egyszerűen képtelenség volt megszerezni a kétharmados többséget. Eleinte a Carpentrasban összegyűlő bíborosi kollégium abban sem tudott megegyezni, hogy hol tartsák meg a végső konklávét.
A vándorló gyűlésekről később szó szerint megszökdöstek a bíborosok, megrémülve a fegyveresek fenyegetéseitől. Az egyre jobban elhúzódó választást végül a hatalmát megszilárdító V. Fülöp elégelte meg, és ahogyan több krónika is leírja, csellel sikerült összezárnia a bíborosokat. A történet szerint V. Fülöp X. Lajos gyászszertartására hívta meg a bíborosokat Lyonba, ahol a megjelent kardinálisokat bezárták, és falakat emeltek a kijáratok elé. A kényelmetlen körülmények ugyan eredményre sarkallták a kollégiumot, de a következő pápa személyében mégsem sikerült megállapodniuk. Az itáliaiak és a franciák ugyanúgy saját soraikból akartak egyházfőt választani, de mindkét nemzet bíborosai két ellenséges pártra szakadtak. Az ekkor 72 éves Jacques Duèze bíboros ebben a környezetben is feltalálta magát, és hogy véget vessen a kenyéren és vízen élő konklávénak, cselhez folyamodott. A források szerint Jacques igen ambiciózus volt már Kelemen korában is, és pénzzel is igyekezett biztosítani helyét a pápai trónon. Amikor ezt veszélyben érezte, elvonult a kolostor egyik szegletébe, és csak inasát küldte a vitatkozó bíborosok közé. Az inas azt jelentette, hogy gazdája súlyos beteg. Amikor megjelent a tanácsban Jacques elővette legmegtörtebb és betegebb ábrázatát, amelynek a döntésképtelen kollégium úgyszólván megörült, hiszen a zsákutcában vergődő választásoknak mindig az lett a vége, hogy egy majdnem haldokló bíborost, egy átmeneti megoldást választottak meg a Szentszékre. Duèze bíboros kiváló pápapótlónak tűnt, és a kényelmetlen körülményektől is szabadulni igyekvő bíborosok 1316. augusztus 7-én megválasztották őt pápának. Szeptember 5-én Lyonban koronázták meg az időközben mennyei akaratra felépült bíborost, ahol felvette a XXII. János uralkodói nevet.

## Az egyházszervező pontifikátus

### Minoriták a Szentszék ellen
János a középkori egyház átalakulásának idején lépett a pápai trónra. A középkori társadalmi és filozófiai felfogás nagy változásokon ment keresztül a rendiség és a polgárság megjelenésével. János pontifikátusa során mérhetetlenül sokszor találkozott a megváltozott viszonyok nehézségeivel. Ezek egyike rögtön trónra lépése után felforgatta az avignoni kúriát, és uralkodása során végig ott lebegett János feje felett. Az átfogó probléma a korábban a pápaság hű támaszát adó ferencesek rendjén belül bontakozott ki. A renden belül már évek óta különböző irányzatok alakultak ki, amelyek megzavarták a rend egységét, sőt lassan az egyházi szervezetet és a pápa uralmát is kétségbe vonták. A korábban a kolostorokból kiinduló reformkezdeményezések a 14. századra átkerültek az egyetemek és különböző teológiai vitafórumok kezébe. Az egyetemeken tanító ferencesek egy része pedig egyre jobban a pápai hatalom ellen hangolta a közvéleményt.
A XXII. János által egyre jobban kiépülő pápai abszolutizmus ellen lépett fel több ferences szerzetes-tanár is, akik közül a legjelentősebbek Páduai Marsilius, a párizsi egyetem rektora és Janduni János volt. A ferences filozófusok gondolatai Aquinói Szent Tamás tanításaira alapozva alkották meg a népfelség elvére épülő Defensor pacis, azaz A béke őre című művet. Az 1326-ban nyilvánossá tett értekezést egyébként IV. Lajosnak ajánlották, és abban úgy vélekedtek, hogy miután a pápa és a királyok is a nép megbízatásából kapják hivatalukat, mindkettő visszavonható, amennyiben rosszul végzik dolgukat. A béke és a nép gyarapodása kell hogy legyen az uralkodók legfőbb célja, amelynek elsődleges őre a császár. A rend fenntartása mindenképpen karhatalmat igényel, ezért a világi hatalmat az egyház felé helyezi. a két tanár tagadta a pápa primátusát és az egyházi szervezet isteni eredetét. A pápai abszolutizmus ellen ők a rendiség elvei alapján érveltek. Eszerint a nép által választott főpapok képviselik a nép akaratát, amely a zsinatokon (latinul: concilium) képviselteti leginkább erejét. Ezért tanításukban leszögezik, hogy a pápai hatalom a zsinatok felügyelete alá tartozik. Ezt az elvet nevezik konciliarizmusnak. A súlyos filozófiai vádak lassanként teológiai alapokra is szert tettek. Ennek megalapozását az angol származású Ockham Vilmos adta meg, aki szintén ferences volt és a párizsi egyetemen oktatott. A tomizmussal, azaz Aquinói Szent Tamás tanaival szemben a nominalizmus elméletét dolgozta ki, amely az egyháztól független Isteni akaratot fejtette ki. Eszerint az üdvösség nem a kegyelemből, tehát az egyház által közvetített vezeklésből fakad, hanem az isteni akaratból.

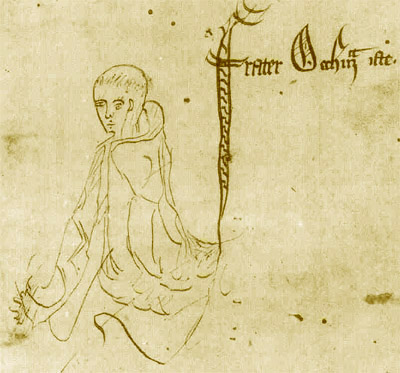
Ockham Vilmos arcképe és aláírása egy 1341-ből származó vázlaton

János számára azonban a fenti teológiai mozgalmak csak a kisebb terhet jelentették. Az inkvizíció nyomozást indított mindhárom egyetemi tanár ellen, de Marsilius és János barátok a büntetés elől Bajorországba menekültek, míg Ockhamet 1324-ben börtönbe vetették Avignonban. Négy évvel később azonban sikerült megszöknie, és ő is Bajor Lajos udvarába szökött. A három szerzetes nem jelentett túlzott fenyegetést a pápai hatalomra, azonban sokkal veszélyesebbnek tűnt a ferencesek között dúló vita. Ennek szélsőséges csoportját a spirituálisok alkották, akiknek álláspontját a pápai történelemírás gyakran szegénymozgalomnak nevez. A mozgalom élére Ockham és Marsilius álltak, akik nemcsak a spirituálisok elveit igyekeztek érvényesíteni, hanem saját elméleteik mögé is tömegeket állítottak. A spirituálisok úgy vélték, hogy az egyháznak, de kezdetben a ferences rendnek mindenképpen le kell mondania minden vagyonról. Az evangéliumi szegénységet hirdették, és nem riadtak vissza a radikális átalakítástól sem. Az indulatok igazán akkor szabadultak el, amikor V. Kelemen halála után nem sokkal meghalt a rend nagymestere is, és az új rendfőnök, Cesenai Mihály a spirituálisok nézetei mellé állt. A ferencesek mérsékelt szárnyát konventuálisoknak nevezték, akik tehetetlenek lettek a nagymester támogatása nélkül. Az elsősorban Franciaország és Itália déli részén kialakuló spiritualizmus végül erőszakba csapott át. A rend radikális szárnya kihirdette, hogy a pápát nem ismerik el feljebbvalójuknak, és kisajátítottak néhány kolostort. 1318. január 23-án János a korábban indított vizsgálat eredményeként eretneknek bélyegezte a spirituálisok tanainak nagy részét, és aki nem mondott le tanairól, azt máglyahalállal büntették.
A vita különben egy teológiai kérdés köré épült fel, miszerint Jézusnak és tanítványainak volt-e vagyona. A spirituálisok szerint semmiféle vagyonuk nem volt, éppen ezért a jelen pápaságának és egyházának is ezt a szegénységet kellene követni. János 1323. június 25-én kelt Quia nonnunquam kezdetű bullájában hivatalosan is eretneknek nevezte azt a kijelentést, miszerint Krisztusnak és tanítványainak nem volt vagyonuk. A pápa reagálása ellen Cesenai Mihály és Ockham Vilmos is fellépett, akiket János Avignonba idézett a kúria elé. De a ferences vezetők 1328-ban Bajor Lajos udvarába menekültek, akinek igen jól jött a szerzetesek segítsége a pápa elleni harcába, amely a korábbiaktól abban különbözött, hogy nem a befolyás vagy a harci erő döntött, hanem leginkább a különböző teológiai elméletek.

### Feléledő pápa-császár harcok
A pápaság és a romjaiból egy időre feléledő Német-római Birodalom már közel száz éve teljes békében élt egymás mellett. A kiújuló harcok a császárság és a pápaság között valójában abból a régi hagyományból indult ki, amely szerint a pápa elismerése szentesíti a német király megválasztását. A felszíni események mellett azonban fontos megemlíteni, hogy a János pontifikátusán végigvonuló komoly vita és harcok más gyökerekből is táplálkoztak. János mindenekelőtt a francia udvar mindenhatóságában hitt, és elképzelése szerint csak a francia trón hatalmának kiterjesztésével valósítható meg a pápák univerzális hatalma. Ebbe nem fért bele a német területek újraéledése, és ráadásul Lajos udvarában menedékre találtak azok a ferences tanárok is, akik a pápai hatalmat akarták aláásni.
Amikor VII. Henrik császár meghalt 1313-ban, az összeülő választófejedelmek két pártra szakadtak. Az egyik a Wittelsbach-ház támogatóiból szerveződött, akik 1314-ben Aachenben megkoronázták Bajor Lajost Németország királyává. Ugyanekkor a Habsburgok mögé felsorakozott fejedelmek Szép Frigyest választották meg uralkodónak és Bonnban fejére is helyezték a koronát. Amíg távol, Dél-Franciaországban a bíborosi kollégium pápát választott, addig Lajos és Frigyes igyekezett megszerezni magának a koronát. A német rendek levélben kérték a jövendőbeli szentatya segítségét. János azonban válaszlevelében a német hercegekre bízta a döntést. Lajos a franciabarát pápa politikáját elítélte, és elhatározta, hogy megszerzi magának a német területek feletti abszolút hatalmat és a császári koronát. 1315-ben a ghibellinek hatalmát megerősítő király Lombardia élére vikáriust nevezett ki, amit Dante és Petrarca is örömmel fogadott, és VII. Henrik után újra Itália megmentőjét üdvözölték az uralkodóban. Ezt a pápai udvar azonnal semmisnek nyilvánította, és János igyekezett Lajos tudtára adni, hogy Róma trónjának megüresedése után I. Róbert, nápolyi király kapta meg V. Kelementől Itália északi része felett is a vikáriusi méltóságot, amelyet ő is megerősít. Emellett a pápa egy I. Rudolffal megkötött szerződésre is hivatkozott, amelyben a német király lemondott lombardiai jogairól. Lajosnak elsősorban Frigyes politikai lépéseit kellett figyelemmel kísérnie, így nem igazán törődött János intelmeivel. 1322-ben azonban fordulat állt be a német trónharcokban. A Mühldorf mellett vívott csatában Frigyes teljes vereséget szenvedett, és megegyezett Lajossal a békében. A bajor származású uralkodó tehát teljes hatalomhoz jutott, amelyet örömmel tudatott is az egyházfővel.
János válaszában felszólította a lombardiai helyzet rendezésére, de Lajos inkább olajat öntött a tűzre, és megerősítette az időközben egyházi átokkal sújtott lombard vikáriust tisztségében. A Milánóba érkező pápai legátus dolgát semmiben nem könnyítette meg, sőt közölte velük, hogy császári jogait gyakorolva kinevezi Berthold von Neiffent Itália kormányzójává. János ezt már keményebb hangvételű levéllel kommentálta, amelyben emlékeztette Lajost a pápák azon jogára, hogy a megválasztott német királyok hatalmát elutasíthatja. A császári korona megítélése pedig egyedül az ő hatásköre. Ezekre alapozva János felszólította Lajost, hogy függessze fel uralkodói ténykedését, amíg pápai jóváhagyást nem kap hatalmára, ezen felül vonja vissza minden addig hozott rendeletét, ne segítse tovább az egyház ellenségeit, és nem utolsósorban jelenjen meg három hónapon belül a pápa színe előtt. Amennyiben ezt nem teljesítené az uralkodó, János egyházi átkot helyezett kilátásba. Lajos követeket küldött Avignonba, és azt kérte a pápától, hogy két hónappal halasszák el a találkozót. Ezalatt az idő alatt a német király birodalmi gyűlést hívott össze Nürnbergben, ahol kijelentette, hogy nem ismeri el a pápa jogát a német uralkodók megerősítésére, és eretnek tanok támogatásával vádolta meg az egyházfőt. Az 1323. november 16-án összeülő birodalmi gyűlésnek azt javasolta, hívjanak össze egy egyetemes zsinatot, amelyen elítélhetik XXII. Jánost. A pápa válasza erre csak egyféle lehetett: 1324. március 23-án kiközösítette az egyházból IV. Lajost. Május 22-én a király Sachsenhausenben nyíltan megvádolta Jánost a birodalom elleni törekvései miatt, eretnekség és annak támogatása miatt, és fellebbezést kért az egyetemes zsinat előtt. János semmisnek nyilvánította Lajos hatalmát, és hamar szövetségesek után nézett. 1324 végén létrejött János közvetítésével egy szerződés I. Lipót osztrák herceg és IV. (Szép) Károly, francia király között, amelyben a pápa és a király segítséget ajánlott Lipótnak, hogy elfoglalja a német trónt, majd a császári koronát. De János tervei hamar dugába dőltek, mivel 1326-ban meghalt Lipót, és ráadásul Szép Frigyes és Lajos is szövetségre léptek. Ezek után kezdett teológiai jelleget ölteni a küzdelem, ugyanis Lajos udvarában ekkor kezdett teljes erővel működni az elűzött ferencesek társulata. Cesenai Mihály, Páduai Marsilius, Ockham Vilmos és még sokan mások komoly teológiai bástyákat emeltek János ellen, aki 1327. október 23-án eretneknek bélyegezte a Defensor pacist, és alkotóit is.

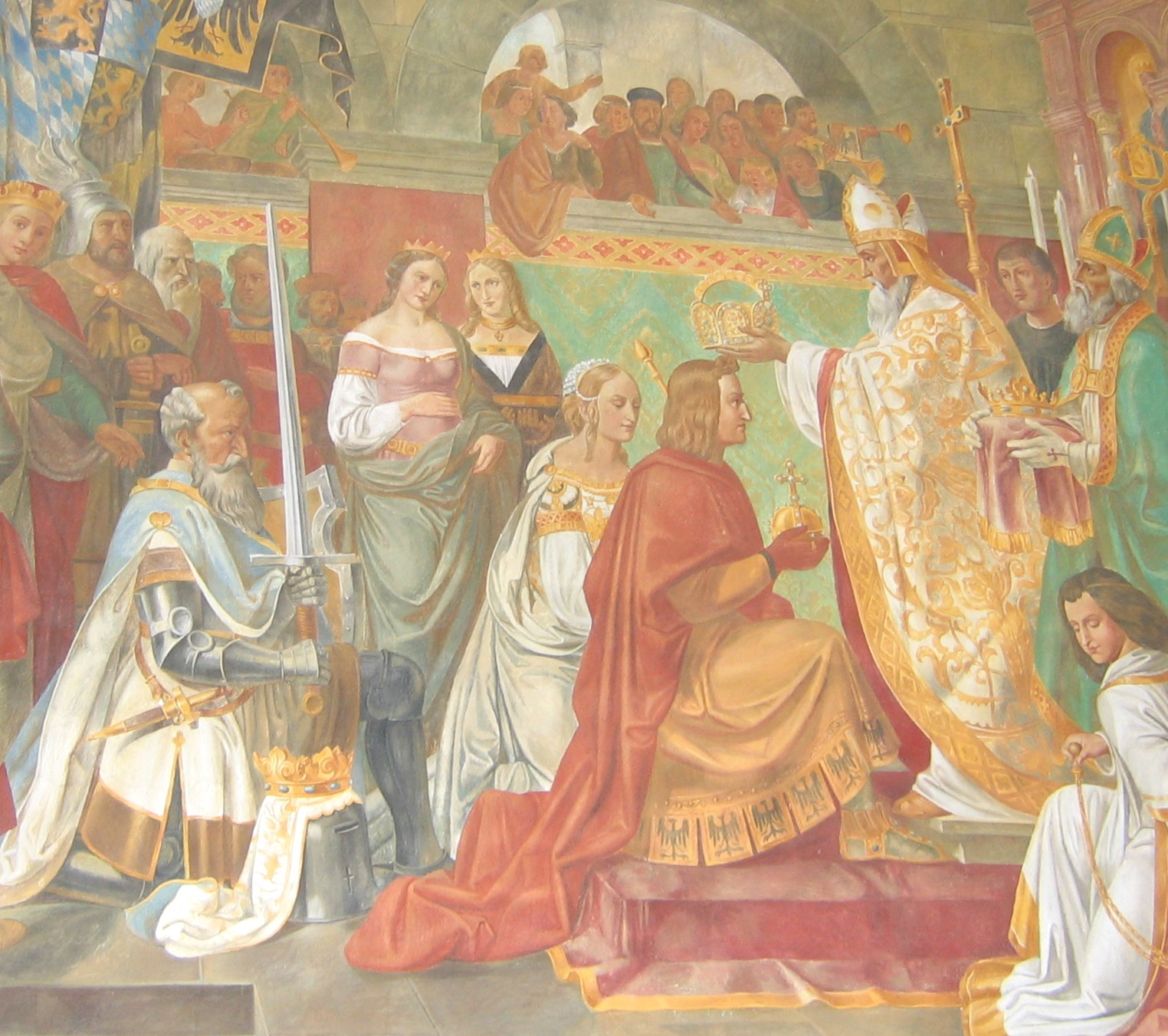
IV. Lajos császárrá koronázása 1328-ban

Lajos 1327-re joggal érezhette úgy, hogy hatalma szilárd lábakon áll Németországban. Éppen ezért úgy vélte, hogy a Jánossal szembeni vitára Rómában tesz pontot. A pápák egykori székhelyéről kiindulva akarta megbuktatni az egyházfőt. Lajos hatalmas sereggel lépte át az Alpok vonulatait, és János záporozó átkai mellett Milánóba vonult. Itt két kiátkozott püspök május 30-án Lombardia királyává koronázta. 1328-ban Lajos Róma felé indult, amelynek guelf védői Róbert királlyal együtt elbuktak. Lajos bevonult az örök városba, és 1328. január 17-én császárrá koronáztatta magát a pápa által kiközösített Sciarra Colonna bíborossal. A Colonnák által összehívott zsinaton a római klérus egy része Jánost trónbitorlónak és eretneknek bélyegezte meg, akinek hatalmát nem ismerték el. Miután Lajos serege is alapos befolyást gyakorolt a még Rómában maradt papokra, megfosztották Jánost a trónjától. Ezek után 1328. május 12-én egy ferences spiritualistát, Pietro Rainalduccit ellenpápának választották meg V. Miklós néven.
Minden erőfeszítés ellenére Lajosnak be kellett látnia, hogy nem fog sikerülni János hatalmának megingatása. Egyrészt Miklós csak egy hatalom nélküli báb volt, aki nem sokkal megválasztása után Avignonba szaladt bocsánatot kérni Jánostól. Emellett az itáliaiak sem örültek túlzottan Lajos betörésének. Az egyre elviselhetetlenebb adóterhekkel sújtott városok lassan Lajos ellen hangolódtak. Lassan a ghibellin érzelmű városok és uralkodók is békét kötöttek a pápával, és még Lombardia is elfordult Lajostól. 1328-ban János megerősítette Lajos elleni bulláit, és felszólította a német hercegeket egy új uralkodó választására. Emellett átokkal sújtotta a Lajos udvarában működő ferenceseket is. Lajos 1330-ban visszatért német földre, és kénytelen volt a megegyezést keresni Jánossal. A tárgyalások viszont még így is nehezen haladtak. János azt követelte Lajostól, hogy mondjon le császári hatalmáról, amelyet a bajor származású uralkodó nem akart teljesíteni. Végül 1333-ban beleegyezett a pápa óhajába, de a hivatalos ceremónia elmaradt, és a Lajos és János közötti vita lassan elült.

### Egyházi szervezet János alakításában
A nemzetközi diplomáciában való részvétele mellett János vitathatatlan érdeme a pápaság centralizált egyházkormányzati apparátusa. Az alapjaiban mind a mai napig fennmaradt rendszer korának legtökéletesebb hivatalnokrendszere volt, amelyet a későbbi századok folyamán több állam uralkodója is lemásolt a saját országához idomítva a rendszert. János a korábbi nápolyi szolgálata idején tapasztalta meg az Anjouk államának felépítését, majd Franciaországban a királyok udvari működésébe is belelátott. Ezek egyesítéséből és saját tapasztalataiból gyúrta össze végül az általa létrehozott rendszert. A pápai kúria már I. Gergely pápa idejétől fogva két igen fontos részre bomlott. Az egyik a pápai kancellária volt, amely valójában minden hivatalnokot ellenőrzött, minden belső ügyről értesült. Tulajdonképpen a kancellária foglalkozott az egyházi szervezet gondjaival, és a belső ügyeket közvetítette az egyházfő felé. Emellett működött a pápai konzisztórium, amely leginkább a nemzetközi és más politikai döntések fóruma volt. A tanácson a pápa elnökölt és a bíborosok vettek részt rajta. A konzisztóriumon nem sok alakítható részlet volt, és leginkább a kancellária szövevényes rendszerét kellett egyértelműbbé és hatékonyabbá tenni. János a kancelláriához tartozó bíráskodást kiválasztotta a szervezetből. A korábban létrejött Poenitentiaria és a Sacra Poenitentia Apostolica mellett 1331-ben létrehozta a harmadik bírói testületet, a Sacra Romana Rota-t, amely a pápai legfelsőbb bíróság szerepét töltötte be. A püspökök és érsekek döntéseit ezen a fórumon lehetett megfellebbezni. János volt az az egyházfő, aki megalapította a Dataria Apostolicát is, amely ugyan ekkor még a kancellárián belül működött, és csak halvány körvanalai rajzolódtak meg. A Dataria foglalkozott a kúria személyzeti ügyeivel.

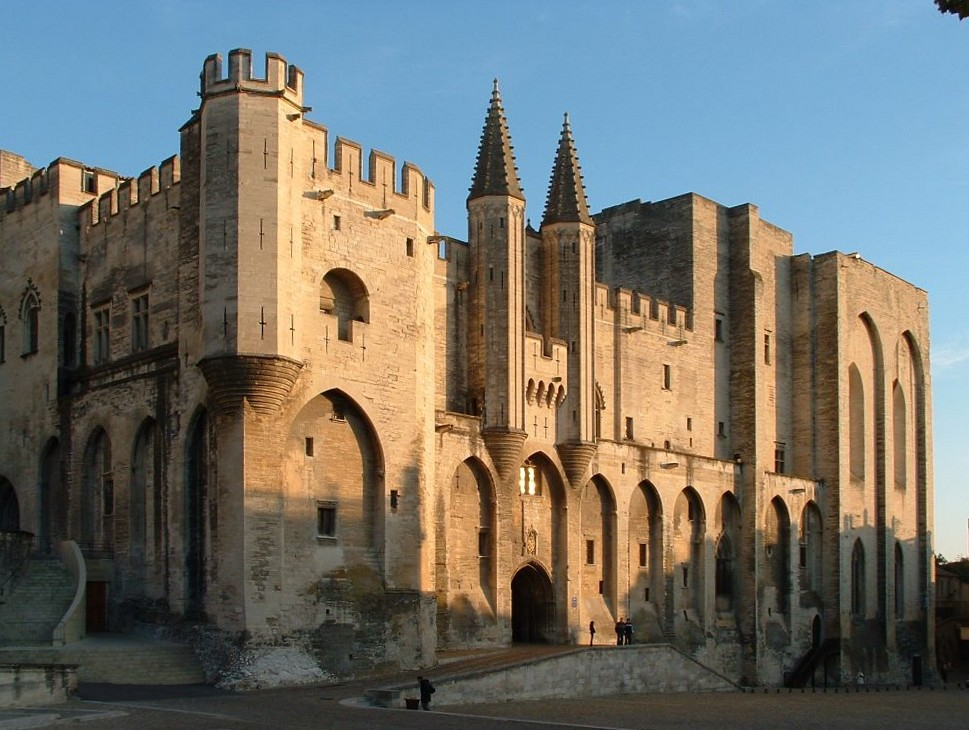
Az avignoni Pápai Palota

XXII. János szervezeti munkássága azonban a kúria pénzügyi átalakításában érte el korszakalkotó jelentőségét. A kancellária felügyeletébe tartozó pénzügyi szerveket János az 1331-ben kiadott Ratio iuris kezdetű bullájával alakította át. A pápa elválasztotta a pénzügyeket a kancelláriától és létrehozta a Camera Apostolicát, amelynek élére a bíboros kamarást (camerlengo) jelölte. A pápai kúria pénzügyeinek vezetője egy csapásra az udvar egyik legfontosabb személye lett. A camerlengo nemcsak a pápa fő bizalmasa volt, hanem a pápai trón betöltetlensége idején, intervallumok alatt ő intézte a pápaság ügyeit. A kincstárnak az avignoni költözködés hamar megártott, hiszen ezzel a pápai kúria elesett az egyházi birtokok jövedelmeitől. A háborúktól sújtott Róma és a Patrimonium Petri területén egyszerűen képtelenség volt behajtani az adókat. Emiatt Jánosnak új pénzforrásokat kellett találnia. Bíborosként és a nápolyi udvar kancellárjaként már korábban kapcsolatba került Siena és Firenze kiváló bankházaival, akiknek a pénzügyi átalakítás során is kiemelt szerepet szánt. János három fő bevételi forrást különböztetett meg.
- Az elsőt a latin források census beati Petri néven emlegették. Ezeknek a jövedelmeknek a közös vonása az volt, hogy mind az egyházi szervezetből áramlott a pápai kincstárba. Ezek közül sok már korábban is létezett, de volt olyan is, amelyet János kreált. A pápa közvetlen irányítása alá tartozó szerzetesrendek által fizetett járadékok például már régóta az egyházfők gazdagodását szolgálta. Kifejezetten János alkotása volt a pápai rezervációk bevezetése. Ez valójában beiktatási díjként funkcionált, amelyet már VIII. Bonifác is igyekezett kánonjogi formában magyarázni. János fejezte ezt be, és a kánoni jogok gyűjteményébe felvetette, hogy minden egyházi javadalom betöltése, amelynek évi jövedelme meghaladja a 200 aranyforintot, a pápa hatáskörébe tartozik. Ezzel a kúria minden egyes felszentelésnél jelentős összegekkel gyarapodott. A fructus intercalaresnek nevezett jövedelemforma is János agyából pattant ki. Eszerint a pápai kúriát illette azon egyházmegyék és birtokok bevétele, amelyeket valamilyen oknál fogva nem töltöttek be. Ez az adott szék intervallumakor lépett fel. A spólia is ebben az időben jelent meg a pápa bevételeként. Ez azt jelentette, hogy az elhunyt klerikusok után vagyonuk a pápai kincstárra szállt.
- A második csoportot a nem egyházi forrásból származó jövedelmek jelentették. Ezek legnagyobb része adókat és a tizedet jelentette. A denarius beati Petri volt a legelterjedtebb jogcím az adók behajtására. A királyi udvar segítségével ezt több országban, így Angliában, Skóciában, Magyarországon és Lengyelországban is portánként szedték be. A pápát illette meg a zarándokok által fizetett ajándék is, amely leginkább az első Szentév meghirdetése óta megsűrűsödő jubileumi ünnepségeken jelentett hatalmas bevételi forrást. De az egyházfő gyakran vetett ki adót keresztes háborúk címén is. Ezt egy idő múltán már nem is leplezték, hogy közvetlenül a pápai kincstárba folyik. János a Szentszék által kiadott különböző iratokért is illetéket számolt fel, amelyeket taxáknak neveztek. a pápai különadó, avagy a subsidia is egyre nagyobb terheket rótt a katolikusokra.
- A harmadik bevételi forrást az Egyházi Államból származó bevételek jelentették. A közvetlenül a pápa birtokában lévő közép-itáliai területek igen kemény adóztatás alá estek, és emellett az egyházfőnek Nápoly és Szicília is éves adót fizetett, miután a két királyság a pápa hűbérbirtoka volt.

A hatalmas összegeket János az egyre terebélyesedő hivatalnokrendszerre és a háborúkra fordította. De uralma alatt sosem látott felvirágzásnak indult Avignon is. Az új pápai székhely éveken belül bármely királyi központtal összemérhette szépségét és gazdagságát. Az adók összegyűjtésének nyűgét János kiváló érzékkel az itáliai bankok nyakába sózta. Bizonyos beszedési díj ellenében a bankok egy összegben és nagy bizonyossággal fizettek a kúriának, vagy ha hamarabb kellett a pénz, akkor hitelt is nyújtottak. János pénzügyi rendszere messze meghaladta korát, hiszen a bankok használata olyan fejlődést hozott a pénzgazdálkodásban, amely hamar elvezetett a kötvények használatáig. Az avignoni udvar készpénz helyett kötvényekkel dolgozott már a 14. században.

### János tanai, munkái és küzdelme
XXII. János pontifikátusa nemcsak a német-római császár elleni harcok kiújulását hozta el. Uralma alatt igen széles körű vitát kavartak a különböző teológiai nézetek, amelyek ilyen mértékben közel egy évezrede rázták meg a pápaságot. A ferencesek által hirdetett tanok elítéléséről és tartalmáról már beszéltünk, de mi volt annak az oka, hogy a IV. Lajos udvarából prédikáló szerzetesek eretneknek tartották Jánost. A pápa Lajos elleni fellépését hihetetlenül megnehezítette, hogy még bíborosi méltóságában írt egy értekezést nézeteiről. Ebben kifejtette, hogy álláspontja szerint az igazak haláluk után nem jelennek meg Isten színe előtt, hiszen erre csak a test feltámadása után, a végítéletkor kerül sor. Miután pápává választották prédikációiban gyakran utalt erre a nézetre, amelyet a teológiai síkon egyébként is ellene munkálkodó spiritualisták azonnal eretneknek véltek. Az ügyből a párizsi egyetemen is hatalmas zűrzavar keveredett, hiszen a doktrínának nehezen lehetett igazat adni. A pápa tanainak hirdetése azt jelentette volna, hogy a hívek valójában haláluk után sem találkozhatnak a Megváltóval, ez pedig az egyház hanyatlását vonta volna maga után. 1333-ban végül az egyetem kimondta, hogy János tanai nem állják meg helyüket, de mindenekfelett hangsúlyozták, hogy a pápa ezt saját személyes álláspontjaként fogalmazta meg, amelyet nem tett közzé. Halálos ágyán János egyébként végképp visszavonta ezen nézeteit.

Az egyetemi vita mellett a pápának több írása, levele és műve is fennmaradt az utókor számára. Ez szerteágazó diplomáciai kapcsolatainak és mindig alapos dokumentációjának köszönhető. Legfontosabb munkáinak egyike az a gyűjtemény, amelyben tanácsadói és oktatói célzattal írt az uralkodás nehézségeiről, a problémák leküzdéséről. A művet a francia és a nápolyi udvar számára készítette. Békét közvetített Anglia és Franciaország között, megemelte az egyházmegyék számát francia és spanyol földön. Támogatására mindig számíthatott a tudomány embere. Több privilégiumot is adott az egyetemeknek, támogatta a skolasztikát és Avignonban jogi könyvtárat is alapított. A Közel-Keletre induló misszionáriusok fő patrónusának is számított. Elítélte, és szentségtelennek bélyegezte Eckhart mester és Petrus Olivi műveit. Legnagyobb alkotása mégis a kánoni joggyűjtemény kiadása volt. A Corpus Juris Canonicihez több tételt is hozzáírt pontifikátusa során, és kiegészítette az V. Kelemen által be nem fejezett részeket.
A hosszú életút után János végül 1334. december 4-én halt meg Avignonban. Pontifikátusa során több, később is erős oszlopként álló újítást vezetett be. Ő szilárdította meg az Avignonban székelő pápaságot azzal, hogy ő is a déli várost választotta székhelyének. Mindenekelőtt pénzügyi tevékenysége bizonyult a legmaradandóbb alkotásának. Noha pontifikátusa a hadakozás miatt hatalmas összegeket emésztett fel, legendásan gazdag kincstárat hagyott maga után utódainak. De a pápaság XXII. János sírba szállásával hanyatlani kezdett az avignoni fogságban.

### XXII. János bullája Gyeretyánhoz
A Kuma-vidéki magyarságot a pápai bullák közül elsőként IV. Ince egy (1253), IV. Sándor egy (1258), majd IV. Miklós két bullája említi meg a János előtti időkben.
A ferences zarándoktestvérek már rendszeresen látogatják hittérítő szándékkal e vidéket, sőt a XIV. század elején – a legrégibb zárdajegyzékek szerint – Magyarban/Madzsarban (ma Bugyonnovszk (Буденновск) a fővárosban két helyen volt kolostoruk, egy pedig az Elbrusz (Albors) hegycsúcs tövében a Nagy-Szilindzsik forrásvidékén. Ez utóbbi neve Ügyek (Szentes) volt, melyet Klaproth írt le útja során. (Adatgyűjtése során a helyi cserkeszek ezeket a romokat Madzsar Unneh-nek nevezték.)
Üzbég kán idejében sem korlátozták a keresztény hittérítők munkáját, így a hívek szaporodásával Gyeretyán/Jeretján fejedelem katolikus püspökségek felállítását kérte az avignoni pápától. XXII. János épp ez idő tájt szentelt püspökké hat dominikánus szerzetest, s egyiküket legátusként küldte Magyarba a püspökség létesítésének megtárgyalására. Ő Mancasole Tamás, Szamarkand új püspöke volt.
Tamás püspök 1330 áprilisában hagyta el Avignont, s hajóval a Krimig, onnan a kaffai vikárius segítségével júliusban érkezett Magyarba. A sikeres tárgyalások eredményeként nem sokra rá megjelent Gyeretyánnál Magyar első katolikus püspöke: Thaddeus a korábbi ferences testvér.
Tamás vitte magával a pápa bulláját is, melyet Raynaldus közlése alapján ismertetünk.
Maga a bulla két részből áll. Az első (A) tulajdonképpen egy rövid összegzés az olvasó számára, hogy miről is szól maga a (B) bulla. Lássuk hát teljes terjedelmében:
- (A)"Beszámoltak (t.i. a pápának) az ázsiai magyarok, a malkaiták és az alánok szilárd vallásosságának nagy dicsőségéről. Ezek – bár istentelen, babonás tévelygések hálójába kerített népek veszik körül őket – mégis megőrizték hitük szeplőtelen tisztaságát. Tekintély dolgában kitűnik közülük Jeretány, a magyar királyi vér ivadéka. Minthogy ő kitartóan katolikus elöljárót kért az Apostoli Szentszéktől, a pápa elküldte a semiscanti (szamarkandi - svaszon) püspököt hozzájuk, hogy erősítse bennük a hitet, mellékelt levélben pedig a vallásos férfiakat kegyes figyelmeztetésének megfogadására intette."

(B)"Kedvelt gyermekeinknek, Jeretánynak és minden keresztény magyarnak, malkaitának, alánnak üdvözlet!
Igen nagy és természetes örömet okozott nekünk az, hogy a legfelségesebb Égi Magvető, aki mindenkit, akit csak könyörületességének megismerésére kiválaszt, mindig kegyelmeihez hív és ösztönöz s Egyszülöttjének az egész világra kiterjedő, szóval ki nem fejezhető szeretetével minden egyes keresztény családot folytonosan elhalmoz, titeket, kiket meghintett az igaz hit, az evangéliumi tanítás és az apostoli igazság világosságával a keleti világrészeken azok között, akik még nem nem fogadták el a kereszténység kegyelmét, összegyűjtött (t.i. magához).
Ezen felül mérhetetlenül nagy örömet szerez nekünk az a tudat, hogy Te, Jeretyán fiunk, Magyarország katolikus fejedelmeinek leszármazottja vagy és hogy Te és más keresztények, akik az említett világrészeken tartózkodtok, telve vagytok a hit igazságával és szent tüzével és vágyódtok, hogy katolikus tanítótok legyen , aki üdvös szavakkal a katolikus hitben kioktasson benneteket!
Kelt Avignonban, a XIV. év okt 3.-án"
- (Első közlés: O Raynaldus:Annales Ecclesiastici XV.ad.a.1329.nr.96. V.ö. Gombocz Z.: A magyar őshaza és a nemzeti hagyomány II./Nyelvtud. Közl. XLVI. évf. 1-33/ Bp.,1923)

## Művei
- Documenta Catholica Omnia (latin nyelven). (Hozzáférés: 2011. december 6.)

## Online források
- Magyar katolikus lexikon. Online verzió.
- Váczy Péter: A középkor története. Bp, 1936; 2. kiad. 1943.; reprint kiad. 1991.Online verzió.
- https://web.archive.org/web/20121127225514/http://www.angelfire.com/realm3/hmult1/konyv2/jeretyanaa.htm#r004
- https://web.archive.org/web/20121127225514/http://www.angelfire.com/realm3/hmult1/konyv2/jeretyanaa.htm#r005